# Anopheles pseudomaculipes
Anopheles pseudomaculipes este o specie de țânțari din genul Anopheles. A fost descrisă pentru prima dată de Peryassu în anul 1908. Conform Catalogue of Life specia Anopheles pseudomaculipes nu are subspecii cunoscute.